# Spaarne
Spaarne je řeka v nizozemské provincii Severní Holandsko. Je dlouhá 10,5 km a většina jejího toku je kanalizována. Spojuje Severomořský kanál s průplavem Ringvaart, odvádí vodu z okolní oblasti a systém čerpadel udržuje její hladinu ve výši 0,6 m pod mořskou hladinou. Protéká městy Haarlem a Heemstede. Haarlem má podle řeky přezdívku Spaarnestadt, na nábřeží zde stojí Teylerovo muzeum a větrný mlýn De Adriaan.
Název řeky je odvozen od starého nizozemského slova pro rákos spier. Původně Spaarne vytékala z jezera Haarlemmermeer, které bylo v polovině devatenáctého století vysušeno, a vlévala se do řeky IJ. Ve třináctém století byla v ústí řeky vybudována hráz, u níž vznikla vesnice Spaarndam. Koncem devatenáctého století bylo koryto rozšířeno a prohloubeno, aby umožnilo lodní dopravu do haarlemských továren. Přes řeku vede deset pohyblivých mostů. Jediným přírodním přítokem je Liede. 